# Roary, závodní auto
Roary, závodní auto (původní název v angličtině: Roary the Racing Car) je britský animovaný televizní seriál z roku 2007. Vytvořil ho pilot závodního nákladního auta David Jenkins, výrobu a produkci zajistily Chapman Entertainment a Cosgrove Hall Films. Česká verze byla vysílána na Minimaxu.

## České znění
- Roary – Zuzana Hykyšová
- Max – Svatopluk Schuller
- Sisi a Marša – Radka Stupková
- Vypravěč, Vrták, Jiskra a Hellie –  Antonín Navrátil
- Boris, Tin Top a Náklaďáček – Tomáš Juřička
- Migual, Rusty, Farmář Zelenáč, Krtek, Všetečka, Pan Karburátor – Karel Gult
- Titulky: Svatopluk Schuller
- Zpívá: Jan Maxián

Pro Minimax vyrobilo Studio Grant v roce 2008